# André Silva (Fußballspieler, 1995)
André Miguel Valente da Silva (* 6. November 1995 in Baguim do Monte) ist ein portugiesischer Fußballspieler. Der Stürmer steht aktuell beim spanischen Verein FC Elche unter Vertrag und ist ehemaliger A-Nationalspieler.

## Karriere

### Im Verein

#### Anfänge und über Mailand nach Sevilla
Silva wurde in der Gemeinde Baguim do Monte des Kreises Gondomar im Distrikt Porto geboren. In seiner Jugend spielte er für die örtlichen Vereine SC Salgueiros, Boavista Porto und Padroense FC, bei Salgueiros war Silva auch in der Rollhockeyabteilung aktiv. 2011 wechselte er in die Jugendabteilung des FC Porto. Ab 2013 wurde er in der zweiten Mannschaft Portos eingesetzt, mit der er in der Saison 2015/16 die Meisterschaft in der Segunda Liga gewann. Zum Ende jener Spielzeit konnte sich der Angreifer in der ersten Mannschaft, für die er erste Einsätze in der Liga sowie in den beiden nationalen Pokalwettbewerben absolvierte, etablieren. In der Saison 2016/17 entwickelte sich Silva, der im Vorfeld einen Fünfjahresvertrag unterzeichnete, zum Stammspieler und schoss in 44 Pflichtpartien 21 Tore. Viermal traf der junge Spieler doppelt, spielte erstmals in der UEFA Champions League und verlor mit den Hauptstädtern lediglich zwei Ligaspiele, was am Ende aber trotzdem nur zur Vizemeisterschaft hinter Benfica reichte. Anfangs bot ihn Trainer Nuno Espírito Santo als alleinige Spitze auf, zur Rückrunde erhielt Silva dann mit dem Brasilianer Tiquinho Soares, den man von Vitória Guimarães verpflichtet hatte, einen dauerhaften Sturmpartner.
Zur Saison 2017/18 wechselte Silva in die italienische Serie A zur AC Mailand. Neben Nikola Kalinić oder Patrick Cutrone stand der Portugiese in jedem Europa-League-Spiel inklusive der Qualifikation auf dem Platz. Durch zwei Treffer in der vierten Qualifikationsrunde sowie sechs Tore in der Gruppenphase (allein drei im ersten Gruppenspiel gegen Austria Wien) hatte er einen entscheidenden Anteil am Erreichen der Zwischenrunde, in welcher er aber ebenso wie im Achtelfinale nicht mehr traf. In der heimischen Liga vertraute Trainer Vincenzo Montella ebenso wie sein Nachfolger Gennaro Gattuso hingegen eher dem kroatischen Nationalspieler Kalinić, Silva kam häufig nur von der Bank und konnte lediglich zwei direkte Torbeteiligungen vorweisen. In der Coppa Italia stieß er mit Milan bis ins Endspiel gegen Juventus vor, welches man jedoch verlor; Silva war darüber hinaus im Wettbewerb nur auf eine Partie über die volle Distanz sowie eine Einwechslung kurz vor Spielende gekommen. Für die Saison 2018/19 wurde ein Leihgeschäft mit dem spanischen Erstligisten FC Sevilla, den gerade mehrere Stürmer verlassen hatten, vereinbart. Silva spielte regelmäßig und schoss in den ersten zwei Monaten sieben Ligatore, darunter drei am ersten Spieltag gegen Aufsteiger Rayo. Ab Oktober 2018 befand sich der Spieler jedoch immer mehr im Schatten des Franzosen Wissam Ben Yedder, der am Ende der erfolgreichste Angriffsspieler des Teams war, wohingegen Silva nicht einmal durch Vorlagen für diesen glänzen konnte. Die Zeit in Spanien endete für den Portugiesen bereits mehrere Wochen vor dem Saisonende, als ihn eine Knieverletzung außer Gefecht setzte.

#### Eintracht Frankfurt
Anfang September 2019 wechselte Silva am letzten Tag der Transferperiode im Tausch mit Ante Rebić in die deutsche Bundesliga zu Eintracht Frankfurt. Beide Spieler wurden jeweils zunächst für zwei Jahre ausgeliehen. Eintracht-Sportvorstand Fredi Bobic begründete dies damit, dass man so ohne Zeitdruck über die Ablösesummen verhandeln könnte. Frankfurt hatte vor Rebić bereits Sébastien Haller und Luka Jović abgeben müssen und so sein als Büffelherde bekanntes Sturmtrio verloren. Silva traf zunächst in drei Ligaspielen in Folge, hatte dann aber mit Problemen an der Achillessehne zu kämpfen. Aufgrund dessen verpasste er einige Spiele und wurde zeitweise durch Gonçalo Paciência und Bas Dost, die sich durch ihre Leistungen empfohlen hatten, ersetzt. Nach der Wiederaufnahme des Bundesligaspielbetriebs, der in Folge der COVID-19-Pandemie ab Anfang März 2020 für zwei Monate unterbrochen worden war, gelangen dem Portugiesen in den verbliebenen zehn Bundesligaspielen acht Tore und eine Vorlage. Dabei traf er am 13. Juni 2020 beim 4:1-Sieg gegen Hertha BSC nach einem Sololauf seines Mannschaftskollegen Daichi Kamada per Hacke und wurde von der Sportschau gemeinsam mit dem Japaner als Torschütze des Monats ausgezeichnet.
Kurz vor dem Beginn der Spielzeit 2020/21 wurde Silva von der Eintracht fest verpflichtet und mit einem bis zum 30. Juni 2023 laufenden Vertrag ausgestattet. In der Hinrunde der Bundesligasaison verpasste er lediglich eine Partie und erzielte 12 Tore. Im Januar 2021 wurde er als Spieler des Monats in der Bundesliga ausgezeichnet. Auch in der Rückrunde erwies sich der Stürmer als treffsicher und erzielte in der Spielzeit insgesamt 28 Bundesligatore. Damit war er nach Robert Lewandowski zweitbester Torschütze der Liga und übertraf den Rekord von Bernd Hölzenbein als erfolgreichsten Frankfurter Torschützen innerhalb einer Bundesliga-Saison um 2 Tore. Am Saisonende belegte er mit seiner Mannschaft den fünften Tabellenplatz und qualifizierte sich mit der Eintracht für die Europa League.

#### RB Leipzig, Real Sociedad, Werder Bremen und FC Elche
Zur Saison 2021/22 wechselte Silva innerhalb der Bundesliga zu RB Leipzig. Er unterschrieb einen bis 2026 laufenden Vertrag. Anfang August 2023 wurde er für eine Saison an Real Sociedad San Sebastián verliehen. In der Rückrunde der Saison 2024/25 wurde Silva an Werder Bremen verliehen. Mitte August 2025 wechselte Silva nach Spanien zum FC Elche.

### In der Nationalmannschaft

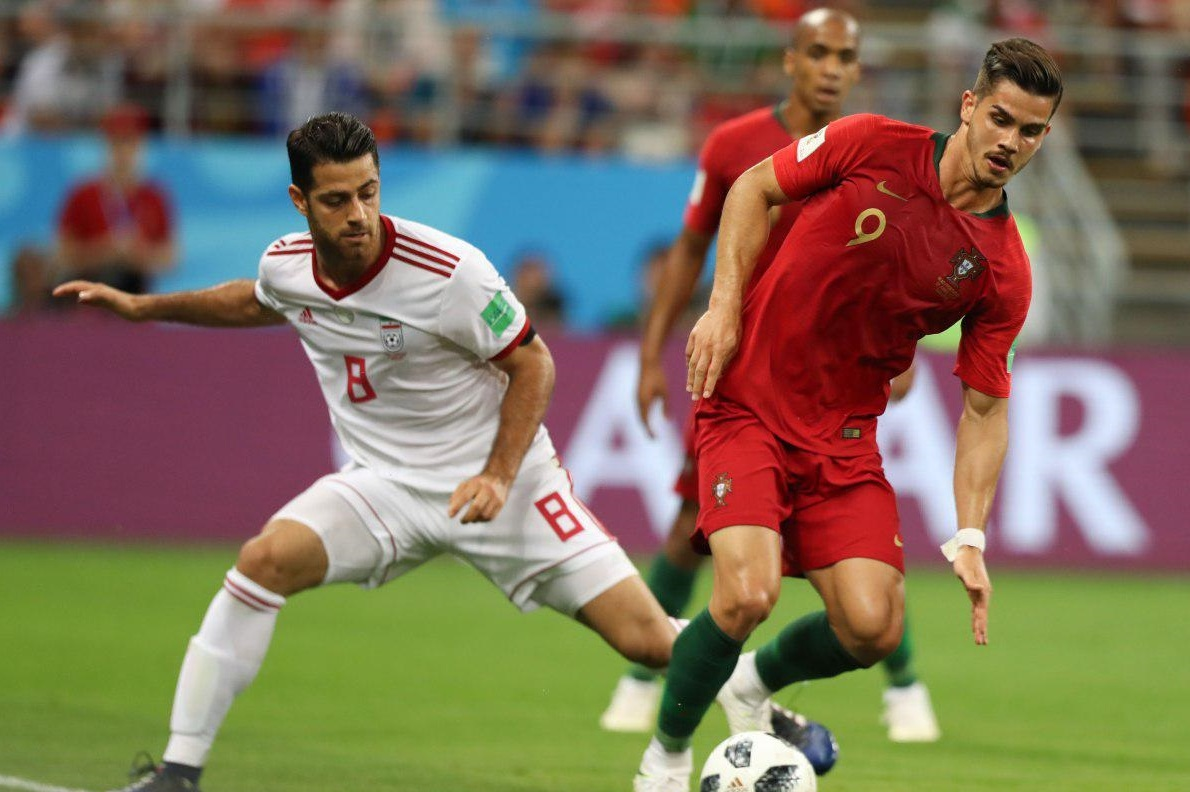
Silva (rechts) bei der WM 2018 im Spiel gegen den Iran

Silva durchlief sämtliche portugiesischen Juniorenmannschaften. Für die A-Nationalmannschaft wurde er zum ersten Mal für die Spiele im September 2016 gegen Gibraltar und das erste Spiel der WM-Qualifikation gegen die Schweiz in den Kader berufen. Er wurde auch in den weiteren Qualifikationsspielen eingesetzt und trug mit neun Toren dazu bei, dass sich die Portugiesen für die WM qualifizierten. Im Juni und Juli 2017 nahm er mit der Mannschaft am FIFA-Konföderationen-Pokal teil, bei dem Portugal den dritten Platz belegte. Bei der Weltmeisterschaft 2018 in Russland gehörte Silva zum portugiesischen Aufgebot und schied mit seiner Mannschaft im Achtelfinale gegen Uruguay aus. Dabei kam er in drei Partien zum Einsatz. Im Juni 2019 gewann Silva mit der A-Nationalmannschaft die UEFA Nations League, stand bei der Endrunde jedoch nicht im portugiesischen Kader. Auch für die Europameisterschaft 2021 wurde der Stürmer in den portugiesischen Kader berufen und schied mit dem Team im Achtelfinale aus. Da Nationaltrainer Fernando Santos im Sturmzentrum auf Kapitän Cristiano Ronaldo setzte, kam Silva lediglich auf 36 Spielminuten und wurde im letzten Gruppenspiel gar nicht eingesetzt.

## Erfolge
Nationalmannschaft
- UEFA-Nations-League-Sieger: 2019

Verein
- DFB-Pokal-Sieger: 2022, 2023
- Meister der Segunda Liga: 2016

Persönliche Auszeichnungen
- Torschütze des Monats: Juni 2020 (zusammen mit Daichi Kamada)
- Spieler des Monats in der Bundesliga: Januar 2021